# Borago trabutii
Borago trabutii là loài thực vật có hoa trong họ Mồ hôi. Loài này được Maire mô tả khoa học đầu tiên năm 1918.